# Rafael Navarro García
Rafael Navarro García (Alacant, 1912 - Barcelona, 1993) va ser un actor i director de doblatge valencià. Com a actor original, al llarg de la seva carrera va participar en 29 pel·lícules i incontables sèries de televisió, tot i que destaca la seva feina com a actor de doblatge en castellà, que el va fer ser la veu habitual de Robert Taylor, Glenn Ford, Humphrey Bogart i Charlton Heston.
Es va casar amb Maruja Montesinos, actriu de cinema (Ésta es mi vida, 1952; Marido de ocasión, 1952; Corazón fiel, 1954) i de doblatge.

## Vida professional
Es va formar artísticament a la capital catalana, on va desenvolupar la seva carrera fonamentalment. L'any 1931 es va iniciar al teatre amb el grup Los Amigos del Arte i va fer el seu debut al cinema amb la pel·lícula Don Juan diplomático; a aquesta va seguir-li 
La buenaventura (1934). L'any següent els estudis de doblatge Acústica van contractar-lo després d'haver-li fet fer una prova de veu per doblar Gustav Fröhlich a la pel·lícula de Gerhard Lamprecht Barcarole (1935), i poc temps després va esdevenir també director de doblatge. Dos anys més tard va tornar al cinema amb Barrios bajos, de Pedro Puche, i va continuar compaginant les seves feines davant la càmera i darrera el micròfon.
Al llarg de la dècada del 1940 van adquirir més rellevància els seus papers teatrals, i va treballar al Teatro de la Comedia (Madrid) i a la companyia d'Irene Sáenz de Heredia, amb èxits com l'obra d'Enrique Jardiel Poncela Los habitantes de la casa deshabitada (1942).
Va posar la veu de Ronald Colman a Horizontes perdidos (1937), de Frank Capra, tasca per la qual va ser molt lloat. Després d'un període de molta activitat en el cinema, el 1949 va marxar dels estudis Acústica per treballar a Parlo Films, formats uns anys abans; quan aquests van ser adquirits per Ignasi F. Iquino, Navarro va passar a realitzar les mateixes funcions a Metro-Goldwyn-Mayer fins que, l'any 1962, van tancar els estudis DIPENFA, que eren una continuació d'aquesta.
Navarro va continuar fent teatre a Madrid, però amb el pas del temps va anar decantant-se cap a la televisió, on va actuar als espais Historias para no dormir (en el paper d'Edgar Allan Poe a El cuervo, 1967), Estudio 1, Mujeres insólitas o Teatro de siempre, en el dramàtic Una ciudad en el aire (1965) de Jules Romains o en César y Cleopatra (1968), de George Bernard Shaw. A la dècada del 1970 va participar en alguna pel·lícula de manera esporàdica, i cap al final va treballar també a la ràdio, on va aparèixer en programes com ara Teatro breve i Escenario.
A la dècada del 1980, quan la seva activitat ja s'havia reduït considerablement, va actuar a la pel·lícula de Mario Camus La colmena (1982) i a la sèrie de televisió Anillos de oro (1983). La seva carrera professional va finalitzar amb les seves últimes feines com a doblador l'any següent, Memorias del General Escobar i Infielmente tuya.
Va escriure l'obra teatral Lo que's deu venerar, en valencià.